# 長沼憲彦
長沼 憲彦（ながぬま のりひこ、1934年12月8日 - 2008年6月4日）は、日本の政治家。北海道留萌市長（3期）。

## 来歴
福島県河沼郡河東町出身。福島県立会津高等学校卒。北海道立農業技術講習所（現・北海道立農業大学校）卒。北海道庁に入り、留萌支庁経済部長、同支庁長を経て、1994年、留萌市長選挙に立候補し無投票で初当選した。1998年に再選。2002年に無投票で三選した。留萌市長は2006年まで務めた。
2008年6月4日午後1時半頃、空知支庁長沼町西4線南6の国道を乗用車で走行中にトラックと正面衝突、長沼は胸などを強く打って間もなく死亡、73歳。北海道警栗山警察署は長沼の車がはみ出したとみている。